# Champsochromis
Genre
Champsochromis est un genre de poissons de la famille des Cichlidae.

## Répartition
Les deux espèces de ce genre sont présentes dans le lac Malawi, le lac Malombe et la rivière Shire qui relie les deux.

## Liste des espèces
Selon FishBase (30 janvier 2016) et ITIS (30 janvier 2016) :
- Champsochromis caeruleus (Boulenger, 1908)
- Champsochromis spilorhynchus (Regan, 1922)